# Kotlina Żylińska
Kotlina Żylińska (514.34; słow. Žilinská kotlina) – jednostka geomorfologiczna na pograniczu Zewnętrznych i Centralnych Karpat Zachodnich w północnej Słowacji, formalnie zaliczana w skład tych drugich. Stanowi pierwszą (z biegiem Wagu i obniżania się terenu), położoną najbardziej na północ i wschód kotlinę z łańcucha czterech kotlin, tworzących Dolinę Środkowego Wagu.
Kotlina posiada kształt nieregularnego wieloboku z maksymalnym wydłużeniem w osi północny wschód – południowy zachód, sięgającym ok. 30 km. Otaczają ją następujące masywy górskie: od północnego wschodu Góry Kisuckie, od wschodu i południowego wschodu Mała Fatra, od południowego zachodu Góry Strażowskie, zaś od północnego zachodu Jaworniki. W kierunku z południowego wschodu na północny zachód przepływa przez kotlinę rzeka Wag. Środek ciężkości kotliny znajduje się przy jej północno-wschodnim skraju, w rejonie Żyliny, gdzie do Wagu (tuż poniżej miasta) od północy wpada Kysuca, zaś od południa – Rajčanka. Innym ważnym prawostronnym dopływem Wagu jest Varínka, uchodząca do niego we wschodniej części kotliny, w miejscowości Varín.
Kotlina powstała jako depresja tektoniczna na południowej granicy Pienińskiego Pasa Skałkowego i płaszczowin centralnokarpackich. Dno kotliny leży na wysokości od niespełna 330 (poniżej Żyliny) do ok. 550 m n.p.m. Podłoże pokrywają piaszczyste i żwirowe nanosy Wagu i jego dopływów, a częściowo lessy i gliny lessowe. U podnóży Małej Fatry znajduje się szereg stożków napływowych. Wzdłuż biegów Wagu, Rajčanki, Varínki i Kysucy wytworzyły się różnej szerokości pasy niskich teras nadrzecznych o wyrównanej powierzchni, natomiast reszta kotliny ma powierzchnię pagórkowatą.
W Kotlinie Żylińskiej wyróżnia się jeszcze mniejsze jedsnostki geomorfologiczne: Domanižská kotlina, Žilinská pahorkatina, Rajecká kotlina i Varínske podolie.